# Heinrich Rohardt
Heinrich Rohardt (* 13. Juli 1871; † 1945) war ein deutscher Konteradmiral der Kaiserlichen Marine.

## Leben
Heinrich Rohardt trat am 13. April 1889 in die Kaiserliche Marine ein.
Von Oktober 1911 bis Juli 1912 war er als Fregattenkapitän Kommandant der Augsburg.
Im August 1912 übernahm er den neu in Dienst gestellten Kleinen Kreuzer Magdeburg und blieb bis September 1912 Kommandant des Schiffs.
Vom 1. April 1913 bis zur Außerdienststellung am 16. November 1914 war er Kommandant der Hertha und wurde in dieser Position am 12. April 1913 zum Kapitän zur See befördert. Er kam im gleichen Jahr in die Inspektion des Bildungswesens. Von November 1914 bis Juli 1915 war er Kommandeur des 4. Matrosen-Regiments beim Marinekorps Flandern.
Von August 1915 bis Dezember 1916 hatte er das Kommando über die Rheinland inne und kämpfte mit dem Großlinienschiff in der Skagerrakschlacht. Anschließend übernahm er bis August 1918 die Bayern. Im September/Oktober 1918 war er Abteilungsleiter im Allgemeinen Marinedepartement im Reichsmarineamt. Als Nachfolger von Paul Heinrich war er ab März 1919 in der Inspektion des Unterseebootswesens in Vertretung mit dem Posten des Inspekteurs beauftragt, den er bis 11. April 1919 innehatte.
Am 14. Juli 1919 wurde er mit dem Charakter als Konteradmiral aus der Marine verabschiedet.

## Werk
- gemeinsam mit Hans Henger: Das 4. Matrosen-Regiment im Weltkriege 1914/18. Sporn, 1931.